# Ghiacciaio Aurora
Il ghiacciaio Aurora è un ghiacciaio lungo circa 10 km situato sulla costa meridionale dell'isola di Ross, nella regione centro-occidentale della Dipendenza di Ross, in Antartide. Il ghiacciaio, il cui punto più alto si trova a circa 900 m s.l.m., fluisce verso sud lungo la parte terminale del versante sud-occidentale del monte Terra Nova fino a entrare nella baia Windless, andando ad alimentare la barriera di Ross.

## Storia
Il ghiacciaio Aurora è stato scoperto nel 1840 dalla spedizione comandata da Sir James Clark Ross ma è stato così battezzato solo nel 1963 da A. J. Heine, membro di una spedizione neozelandese di esplorazione antartica svolta nell'area nel 1962-63, in omaggio all'Aurora, una delle navi che prese parte alla spedizione Endurance, condotta dal 1914 al 1917 al comando di Ernest Shackleton.